# خالد السمیری
خالد السمیری (انگلیسی: Khaled Al-Sumairi؛ زادهٔ ۱ ژانویهٔ ۱۹۹۷) یک ورزشکار است.